# パプア人

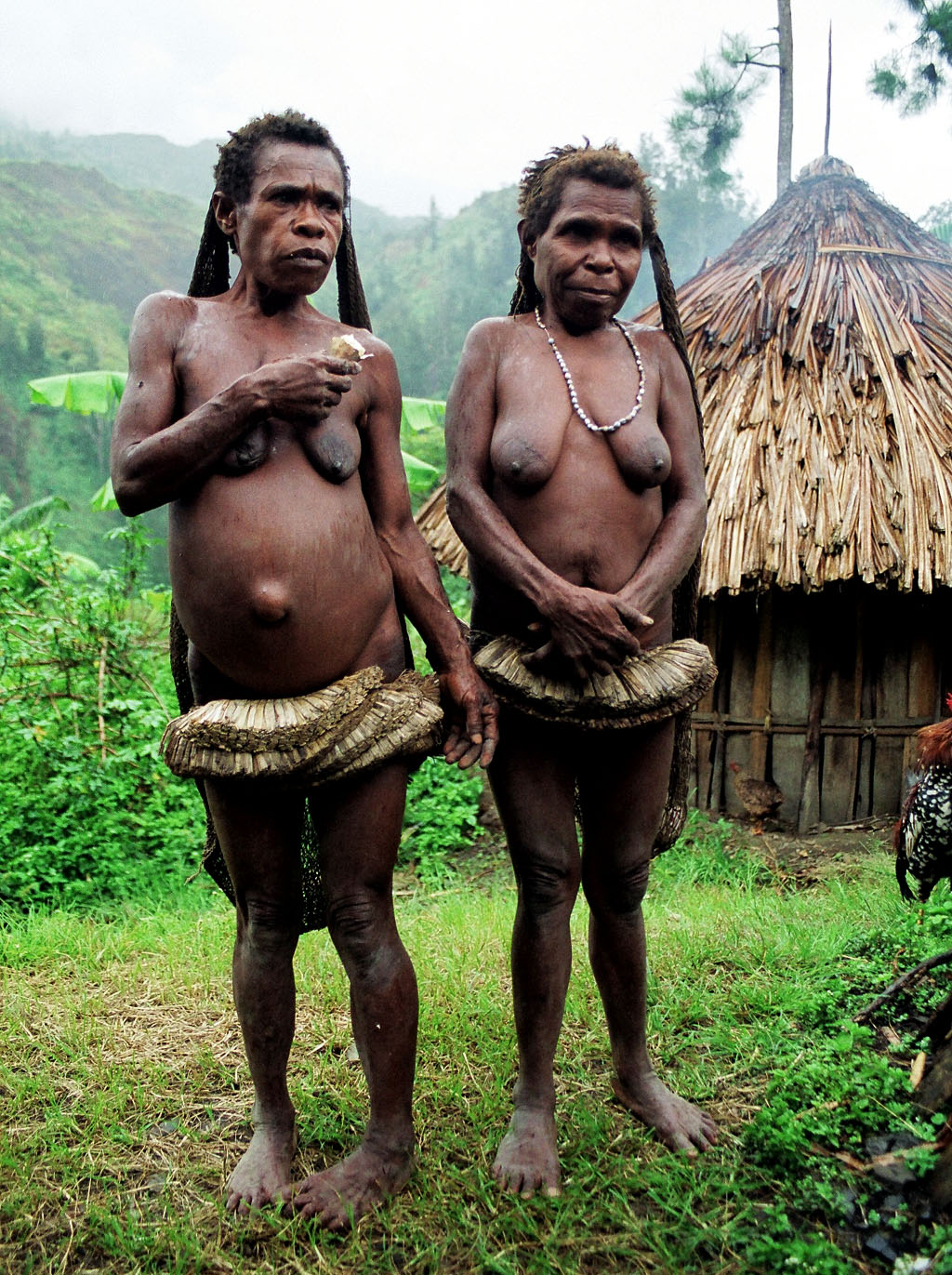
パプア人の女性

パプア人は、主としてニューギニア島の西部と南部と内陸部に住む先住民族である。ニューギニア島からニューカレドニアにいたる島々の内陸部にも住む。

## 言語
固有の言語にはダニ語（インドネシア、32万人）、エンガ語（PNG、22万人）などがあるが、顕著に有力なものはない。トランスニューギニア語族など約10の語族に分類される。それらは便宜的にパプア諸語あるいはパプア・ハルマヘラ諸語などと総称され、約816の言語が属し、約460万人が話している。
個々の言語の使用地域が狭いため、パプア人の多くは複数の言語を話せる。パプア諸語のみならず、周辺の住人が話すアウストロネシア語族の諸言語や、公用語の英語、トク・ピシン、インドネシア語などが話せる者も多い。

## 身体的特徴・遺伝子
オーストラロイドに属し、中等位の身長、暗褐色の皮膚、長頭、かぎ鼻、厚い唇でアボリジニに近い身体的特徴を持つ。パプア人は言語上異なるメラネシア人と古くから人種的にも文化的にも接触を続けているため、現在は両種族の外見を明確に区別するのは非常に難しい。
Y染色体ハプログループはMS、K*、C1b2a(C-M38)が高頻度である。

## 暮らし
伝統的には、ほぼ全裸に近く、樹皮など植物繊維の腰みのや帯、ヒョウタンや竹・貝などでできたペニスケースを使う。円錐の屋根の円形家屋もしくは切妻の床の高い家屋に住む。主食はタロイモ、サトウキビ、バナナ。原始的焼畑耕作と狩猟を主な生業とする。豚、鶏、犬などの家畜を飼育している。

## 風習
トーテム的父系氏族の家が集合して村をつくり、長老もしくは実力者が指導権をもつ。男子の秘密結社、男子の成年式が重要視される。死体は台上葬後は骨を保存し、頭蓋骨崇拝が盛ん。かつては食人、首狩りの風習があった。